# Divergente (trilogía)
Divergent (en español: Divergente) es una trilogía para jóvenes-adultos de aventura y ciencia ficción, escrita por Veronica Roth. La trilogía se compone de Divergente, Insurgente y Leal. Ha sido comparada con libros para adultos jóvenes similares, tales como Los juegos del hambre, por su temática y el público al que se dirige. Roth dijo que la idea para la serie nació mientras estudiaba en la universidad.
El primer libro debutó en el número 6 de la lista New York Times Children's Chapter Books Best Seller, el 22 de mayo de 2011, y permaneció en la lista durante once semanas. Mientras que el segundo, ha recibido críticas positivas. El tercer libro fue publicado el 22 de octubre de 2013.

## Sinopsis
En una distópica y futurista Chicago, una sociedad creada al comienzo de la gran paz ha decidido agrupar a las personas en cinco facciones que tratan de erradicar los males que les llevaron a la guerra. Quienes culpaban a la agresividad, crearon Cordialidad; los que culpaban a la ignorancia, se agruparon en Erudición; contra el engaño surgió Verdad; contra el egoísmo, Abnegación, y contra la cobardía, Osadía. Al cumplir los dieciséis años, cada individuo debe tomar la decisión de  permanecer en la facción de sus padres o cambiarse de esta. Si se cambia, tendrá que renunciar a volver a ver a su familia. Tras la Ceremonia de Elección todos los chicos deben pasar por un proceso de iniciación en cada facción: el que no lo supere se quedará Sin Facción, convertido en un abandonado o sin facción.

## Argumento

### Divergente
Divergent (en español: Divergente) sigue la vida de Beatrice Prior, una chica de 16 años, quien vive en una sociedad creada al comienzo de la gran paz que ha decidido agrupar a las personas en cinco facciones que tratan de erradicar los males que les llevaron a la guerra. Como cada individuo que cumple 16 años, Beatrice debe someterse a una prueba de aptitud, que le ayuda a elegir si quedarse en su facción de nacimiento (Abnegación) o transferirse a otra. La prueba consiste en una simulación que desarrolla a través de un líquido especial que le es inyectado a los jóvenes, para su sorpresa, Beatrice descubre que es capaz de manipular las simulaciones y tomar decisiones prohibidas, después se entera de que es una "Divergente" (persona capaz de manipular las simulaciones) y que tiene aptitud igual para tres facciones diferentes (Abnegación, Osadía, y Erudición), pero no encaja realmente en ninguna de ellas, lo que le aterroriza. Aunque ella valora mucho el modo de vida de su facción, no sabe si es lo suficientemente altruista como para dedicar su vida a los demás. La difícil elección de Beatrice marca el inicio de la saga, y la trama de Divergente se centra en las pruebas de iniciación. Beatrice tendrá que ganarse su puesto en la facción y eso la llevará a competir contra sus compañeros; hará aliados y enemigos, y conocerá a Cuatro, un chico misterioso por el cual se siente atraída de una manera inexplicable.

### Insurgente
En Insurgent (en español: Insurgente), cuando los disturbios se extienden por las facciones, Tris Prior debe seguir intentando salvar a sus seres queridos (y a sí misma), mientras se enfrenta a inquietantes dilemas sobre la pena y el perdón, la identidad y la lealtad, la política y el amor. El conflicto entre las facciones y sus distintas ideologías se intensifica, y la guerra parece inevitable. Las consecuencias de cada decisión suponen algo irrevocable y poderoso. Transformada por sus decisiones, pero también por nuevos descubrimientos, los cambios en sus relaciones personales, la pena y la culpa que la obsesionan, Tris debe abrazar su divergencia por completo, aunque eso le suponga pérdidas insuperables.

### Leal
En Allegiant, (en español: Leal), Tris debe enfrentar decisiones imposibles sobre dónde se encuentra su lealtad y cómo va a vivir en el mundo más allá de las paredes de su distópica Chicago; ya que esta tercera entrega nos habla sobre la vida de Tris Prior y sus amigos fuera de la valla que rodea Chicago.

### Four: A Divergent Story Collection
El 24 de abril de 2012, Veronica Roth publicó en su blog que había escrito una historia sobre Cuatro: "Quise elegir algo que iba a cambiar nuestras percepciones (digo "nuestras" porque cambió la mía también) acerca de la historia, y mostrar cuan limitada es realmente la perspectiva de Tris, a pesar de que es una narradora fiable y observadora", declaró. El 17 de junio, Roth anunció a través de su blog la publicación de cuatro historias cortas narradas desde el punto de vista de Tobias Eaton (Cuatro): "Consideré unas cuantas opciones sobre lo que podría escribir y sobre la perspectiva de quién lo haría. Con el tiempo, se hizo evidente que el personaje en el que estaba más interesada en explorar era Cuatro. Estaba emocionada de expandir mi propio conocimiento sobre él, ayudando a profundizar en el personaje de una manera que nunca lo he hecho antes, y para construir las partes del mundo que Tris nunca experimentó debido a su limitada perspectiva. Curiosamente, también afectaron el contenido de Allegiant".
Cada breve historia explora el mundo de la serie Divergente a través de los ojos del misterioso pero carismático Tobias Eaton, revelando facetas desconocidas de su personalidad, su pasado, y sus relaciones. Las historias estarán disponibles como e-books, y en forma física a partir del 11 de febrero de 2014 en una compilación que también incluirá Free Four, llamada Four: A Divergent Story Collection.

#### Free Four
Free Four: Tobias Tells the Divergent Knife-Throwing Scene, (en español: Cuatro cuenta su historia) es la historia de la escena de lanzamiento de cuchillos del capítulo trece de Divergent contada desde el punto de vista de Tobias, donde revela hechos desconocidos y detalles fascinantes sobre el personaje de Cuatro, su pasado, su iniciación, y sus pensamientos sobre Tris.

#### The Transfer
Four: The Transfer: A Divergent Story, (en español: El transferido), la primera de las historias fue publicada el 3 de septiembre de 2013. Narra los acontecimientos ocurridos después de la prueba de aptitud de Tobias, la ceremonia de elección, las primeras pruebas de iniciación y la naciente rivalidad con Eric.

#### The Initiate
Four: The Initiate: A Divergent Story, (en español: El Iniciado) la segunda de las historias fue publicada el 8 de julio de 2014. Narra la experiencia de Tobias durante la iniciación de Osadía; un juego de desafíos al que es invitado, su primer tatuaje; así como el comienzo de su pasión por entrenar a nuevos iniciados y la comprensión del peligro que representa ser Divergente

#### The Son
Four: The Son: A Divergent Story, (en español: El Hijo) la tercera de las historias fue publicada el 8 de julio de 2014. Narra la lucha de Cuatro por encontrar su lugar en la jerarquía de Osadía. También sospecha de que un sucio plan se está gestando dentro del gobierno de la facción y descubre un secreto de su pasado que amenaza en gran medida su futuro.

#### The Traitor
Four: The Traitor: A Divergent Story, (en español: El Traidor) la cuarta de las historias fue publicada el 8 de julio de 2014. Situada durante los eventos de Divergente, narra el descubrimiento de Tobias sobre un plan de Erudición que podría poner en peligro el sistema de facciones y su esfuerzo por mantener a Abnegación a salvo, así como sus pensamientos sobre la nueva transferida: Tris Prior.

## Personajes
- Beatrice Prior "Tris": Beatrice es la narradora y protagonista principal de la serie. Ella es una chica de 16 años, que nació en la facción de Abnegación, en la cual no se siente cómoda, razón por la cual se transfiere a la facción de Osadía. Tiene un hermano mayor llamado Caleb y sus padres, Andrew y Natalie Prior los cuales le suministraron diferentes formas de comportarse como una típica abnegada con modales y mediante la ayuda a otras personas cuando la ocasión lo demandase. Cuando ella llega a su nueva facción, optó por un cambio de nombre, usando Tris como un apodo, con la esperanza de un nuevo comienzo en una nueva facción y olvidar su antigua facción. Abandona la ciudad junto a Tobias, Caleb, Christina, Uriah, Peter y Cara en donde descubre que el sistema de facciones es una mentira. Toma el lugar de Caleb para liberar el suero de la muerte, pero es capaz de resistirlo debido a su divergencia.

- Tobias Eaton "Cuatro": Es un chico de 18 años, que nació en la facción de Abnegación. Se transfiere a Osadía tratando de huir de su padre, quien lo golpeaba de pequeño, es por eso que él le tiene mucho resentimiento. Cuando llegó a su nueva facción, optó por un cambio de nombre, usando Cuatro como apodo, debido a que en su pasaje del miedo (una simulación que muestra tus miedos más oscuros) se muestran solo cuatro temores. Es hijo de Evelyn y Marcus Eaton. Tobias le revela a Tris que él también es Divergente. Abandona la ciudad junto a Tris, Caleb, Christina, Uriah, Peter y Cara en donde descubre que el sistema de facciones es una mentira y que no es Divergente, sino que solo se comporta como uno.

- Caleb Prior: Es el hermano  mayor de Tris.(al no llevarse un año completo hicieron la prueba el mismo año) Creció como un buen chico, siempre dispuesto a servir a los demás cuando es necesario, lo que lleva a su hermana a pensar que permanecerá en Abnegación junto a sus padres. Sin el conocimiento de sus padres, leía libros en su habitación, siendo esto una característica de la facción de Erudición.

- Marcus Eaton: Es uno de los líderes de Abnegación, caracterizado por su seriedad. Sin embargo, se descubre que es un hombre que violentaba a su esposa, obligándola a marcharse de la facción. Descarga toda su furia en su hijo, Tobias, a quien maltrata constantemente, causando un gran resentimiento en él y convirtiéndose en uno de sus cuatro miedos. Es capturado y procesado siendo condenado por Evelyn a abandonar la ciudad, sin embargo, no lo hace y se une a Los leales, un grupo que está en contra del gobierno de Evelyn. Finalmente, Evelyn y Johanna hacen un pacto en el cual se condena a Marcus a no poder ser elegido como líder en la ciudad. Él también es Divergente.

- Christina: Es una transferida de Verdad a Osadía. Conoce a Tris cuando la ayuda en el tren después de la Ceremonia de elección. Christina se hace amiga de Tris y se convierte en una parte vital en el comienzo de una nueva vida Tris en Osadía. Es una persona valiente, pensativa, ingeniosa y un poco amable, debido a las costumbres de su antigua facción.

- Uriah Pedrad: Es un iniciado de Osadía que se convierte en amigo de Tris. Más tarde, Uriah le revela a Tris que es un Divergente como ella. Abandona la ciudad junto a Tris, Tobias, Caleb, Christina, Peter y Cara en donde descubre que el sistema de facciones es una mentira. Ahí se vuelve amigo cercano de Christina. Sufre heridas severas en el cerebro tras una explosión provocada por un grupo de Dañados Genéticamente al cual se unió Tobias, provocándole caer en estado de coma. Muere hacia el final del libro, y su madre y su hermano están con él.

- Eric: Es uno de los líderes de la facción de Osadía. Eric nació en Erudición pero se transfirió a Osadía en donde conoce a Cuatro durante su iniciación y donde comienza a enemistarse con él, ya que Tobias terminó primero en su clase, y Eric fue segundo. Se alía con Jeannine Matthews para destruir Abnegación, obligando a los Osados a inyectarse un nuevo suero para poder controlarlos y llevar a cabo el ataque. Es capturado y llevado a Verdad, donde los leales Osadía se refugian, ahí, es condenado a muerte por los nuevos líderes y ejecutado por Cuatro.

- Jeannine Matthews: Es la principal antagonista de la historia, líder de la facción de Erudición, principal opositora a la Divergencia y la cabecilla de la alianza de Erudición/Osadía contra Abnegación, ya que se rehúsa a que la facción revele un secreto que ha estado guardando durante mucho tiempo pues desea que las facciones sigan unidas, gobernadas por Erudición. Es asesinada por Tori, quien la apuñala con un cuchillo en el estómago.

- Tori Wu: Es miembro de la facción de Osadía. Es la persona encargada de aplicar la prueba de aptitud a Tris y quien la alerta sobre su divergencia. Busca vengar la muerte de su hermano, quien fue asesinado por ser divergente. Más tarde, se convierte en una de los líderes de su facción y es quien se encarga de asesinar a Jeannine Matthews. Es asesinada por una patrulla de Sin Facción cuando intentaba abandonar la ciudad junto a Tris, Tobias, Caleb, Christina, Uriah, Peter y Cara, por lo que no llega a saber que su hermano George está vivo.

- Peter Hayes: Es un iniciado Osadía transferido de Verdad y uno de los principales enemigos de Tris. Es cruel, hostil, mal humorado, y fácilmente celoso, a menudo imprevisible y violento. Abandona la ciudad junto a Tris, Tobias, Caleb, Christina, Uriah y Cara. Fuera, se muestra obsesionado con el tamaño que ocupa en un mundo que no conoce. Le pide a Tobias ser reiniciado con el suero de la memoria pues está cansado de ser como es sin poder evitarlo.

- Evelyn Johnson-Eaton: Es la madre biológica de Cuatro y el líder de los Sin Facción. Es responsable de la idea de destruir Erudición para que pudieran tomar el control del gobierno, pero engañó a los Osados haciéndoles creer que su objetivo era restaurar la paz en el sistema de facciones, pero su verdadero objetivo era abolirlo y unificar las facciones y los Sin Facción, dejando fuera a Cordialidad por su cobardía. Cuando Tobias la pone a decidir entre el poder y él, ella escoge a su hijo, haciendo un pacto con Johanna en el que Marcus no podrá ser elegido como líder de la población a cambio de que ella se vaya de la ciudad y no regrese jamás.

- Johanna Reyes: Es la representante de Cordialidad. Su característica más notable es una larga cicatriz que va desde el ojo hasta la barbilla, dejándola ciega de un ojo y dándole un ceceo cuando habla. Tras la invasión de los Sin Facción, ella y el resto de Cordialidad son condenados a vivir fuera del nuevo gobierno, siendo obligados a servir a la ciudad. Es la líder de Los Leales y envía a un grupo liderado por Tori a explorar más allá de las fronteras. Da a entender en una conversación con Marcus que su cicatriz se debe a que era víctima de violencia, por lo que más tarde acepta el trato que Evelyn le propone para entregar las armas.

- Cara es la hermana mayor de Will. Es una chica nacida en Erudición que se hace amiga cercana de Christina gracias a la pérdida que sufrieron. Es miembro de Los Leales y  abandona la ciudad junto a Tris, Tobias, Caleb, Christina, Uriah. Ahí se une al grupo para detener los planes que la Oficina tiene para el experimento de Chicago.

- David es el líder de la Oficina. Es un Genéticamente Puro que cree que los Genéticamente Dañados no pueden cambiar lo que son. Se revela que él fue quien envió a la madre de Tris dentro del experimento y recibía reportes de ella. Le confiesa a Tris que estuvo enamorado de Natalie. Para impedir que Tris robe el suero de la memoria, le dispara en dos ocasiones. Es reiniciado con el suero de la memoria después de que Tris lo liberara antes de morir.
- Will amigo de Tris y novio de Christina. La relación con Tris se va enfriando hasta que finalmente Tris lo mata en abnegación porque Will es hipnotizado a través de un suero.

- Marlene :No es un personaje importante en la historia, es la novia de Uriah. Nació y permaneció en Osadía. Muere en el libro de Insurgente, cuando están Marlene, el hermano de Lynn y una niña pequeña hipnotizados por un dispositivo que Jeanine les inyecta estando en la sede de Verdad, Tris y Christina salvan del suicidio al hermano de Lynn y a la niña, pero Marlene acaba cayendo.

- Lynn : Empezó con una mala relación con Tris pero se fueron haciendo amigas, es amiga de Uriah y era la mejor amiga de Marlene, estaba celosa de la relación entre Marlene y Uriah. Desde siempre ha pertenecido a Osadía. Muere al final del libro de Insurgente, cuando le atacan mientras vuelve a la sede de Verdad. Antes de morir, confiesa que ella estaba enamorada de Marlene.

## Estilo
Divergent es descrito como una lectura de buen ritmo para muchos críticos. Publishers Weekly señalan la descripción del proceso de iniciación de Roth como "tan fascinante como violento" y elogia el romance entre Tris y Cuatro, describiéndolo como "tembloroso" y lleno de "ternura de infarto". Kirkus Reviews, concuerda con lo anterior diciendo que "los giros de la trama junto con el ritmo adictivo, con sacudidas constantes de violencia brutal y el romance son de desmayo". El New York Times describió la escritura de Roth como "ritmo acelerado, vuelos lujosos de la imaginación y la escritura que asusta a veces con finos detalles" y advirtió que "si bien, cosas malas le pasan a la gente que ama Tris, los personajes parecen absorber estos eventos con inquietante facilidad, los vuelos de la novela van desde alejarse de la realidad del lector hasta un impacto emocional". The Voice of Youth Advocates describen la escritura de Roth como "acción sin parar, excelente voz y el estilo sencillo y accesible". Nolan, de la American Prospect, señaló que Divergent sigue los patrones que están presentes en tanto Los juegos del hambre y Blood Red Road.

## Recepción
Divergent ha sido bien recibido. En una crítica del New York Times, Susan Dominus escribió que era "rico en trama y detalles imaginativos", sino también en comparación con los libros en el género, como Los juegos del hambre "no se distingue mucho". En Entertainment Weekly, Breia Brissey dijo que era "más endeble y menos matizado" que Los juegos del hambre, pero era bueno, lo que supone una calificación B+. Kirkus Reviews dijo que estaba "construido con cuidadosos detalles y alcance intrigante. Los giros de la trama junto con el ritmo adictivo, con sacudidas constantes de violencia brutal y el romance son de desmayo". Common Sense Media comenta: "mensajes profundos acerca de la identidad y de las sociedades controladoras" del libro y de la "trama imparable que es muy original". Fue clasificado 5 estrellas de 5 y teniendo en cuenta el rating de edad 13+.
Por su parte, Publisher Weekly recibió a Insurgent con entusiasmo: "Roth sabe escribir eso, aunque este segundo libro de la trilogía que comenzó con Divergent siente como un puente necesario entre la historia inquietante que ella creó en el libro uno y la alusión al caos del libro tres los lectores se apresuran a perdonar, y la historia de la novela, el amor, la trama intrincada, y el trabajo inolvidable en conjunto para entregar una novela que afianzará a los fanáticos del primer libro".

## Adaptación cinematográfica
Summit Entertainment compró los derechos de la novela en octubre de 2012. La película es dirigida por Neil Burger con guion de Evan Daugherty y producida por Lucy Fisher, Pouya Shabazian y Douglas Wick. La filmación comenzó el 1 de abril de 2013 en la ciudad de Chicago. El 20 de abril, Veronica Roth confirmó en su blog que el personaje de Uriah no aparecerá en la historia y no se verá hasta la adaptación de Insurgent. Shailene Woodley interpreta el personaje principal, Beatrice Prior y Theo James da vida a Tobias Eaton. Ray Stevenson, interpretará a Marcus Eaton; también fueron confirmados Maggie Q, Zoë Kravitz y Ansel Elgort como Tori, Christina y Caleb Prior, respectivamente. El australiano, Jai Courtney interpreta a Eric, y Kate Winslet como Jeannine Matthews.

### Recepción
| Película                        | Rotten Tomatoes   | Rotten Tomatoes | Metacritic      | CinemaScore |
| Película                        | Crítica           | Audiencia       | Metacritic      | CinemaScore |
| ------------------------------- | ----------------- | --------------- | --------------- | ----------- |
| Divergent                       | 40% (201 reseñas) | 70%             | 48 (38 reseñas) | A           |
| The Divergent Series: Insurgent | 29% (177 reseñas) | 59%             | 42 (40 reseñas) | A-          |
| The Divergent Series: Allegiant | 12% (148 reseñas) | 45%             | 33 (33 reseñas) | B           |
| Promedio                        | 27%               | 58%             | 41              | A-          |